# Leucophoenicite
La leucophoenicite è un minerale appartenente al gruppo dell'humite.